# Faro Isla Pingüino
El Faro Isla Pingüino es un faro no habitado de la Armada Argentina que se encuentra en la ubicación 47°54′S 65°43′O / -47.900, -65.717 en el extremo sur de la isla Pingüino, a 20 kilómetros en línea recta de la ciudad de Puerto Deseado, en el Departamento Deseado, en la Provincia de Santa Cruz, Argentina.
La altura total del faro es de 22 metros, y consta de una torre mixta, que consta de una parte de mampostería de 11,50 metros de altura y una torre de hierro de 10,35 metros. En la base se encuentra una casa habitación para el personal que antiguamente formaba parte de la dotación estable del faro. El faro fue librado al servicio el día 1° de mayo de 1903. Primitivamente estaba alimentado a kerosene, combustible que le daba un alcance óptico de 22 millas náuticas. En junio de 1924 se cambió por gas acetileno, manteniendo la potencia lumínica. Por último, 15 de julio de 1983 se procedió a su electrificación con energía solar fotovoltaica mediante paneles solares, con lo que el alcance quedó reducido a 12 millas náuticas.

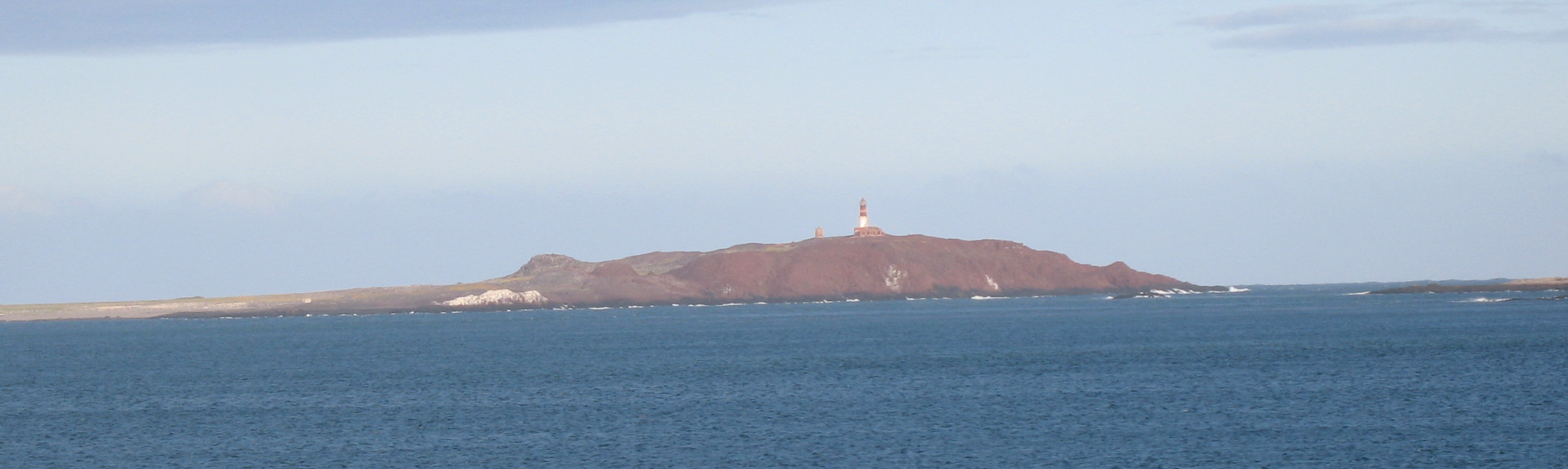
Vista del faro de la isla Pingüino desde la costa de enfrente.

El nombre del mismo se debe a isla homónima donde se encuentra. 